# 小畑健
小畑健（日语：／ Obata Takeshi）（1969年2月11日—）。日本男性漫画家、插畫家。出身於新潟縣新潟市。AB型血。
1985年以《500光年的神話》準入選手塚賞。1986年高中2年級投稿《耍帥爺爺G》獲得佳作入獎，1989年連載同作品正式出道（土方茂名義）。
之後主要和漫畫原作者搭檔合作。代表作有《棋魂》、《死亡筆記本》及《爆漫王。》等。《棋魂》獲得2000年第45回小學館漫畫獎、2003年第7屆手塚治虫文化獎新生獎。另外，《死亡筆記本》在2006年入圍日本媒體藝術100選漫畫部門。

## 經歷
畢業於新潟縣縣立新潟東高等學校。1985年，在學期間的小畑健以《500光年的神話》準入選第30回手塚賞，獲得編輯「17歳以高中生就此出道的年紀能有如此細膩的畫工」之評價；值得一提的是小畑健將獎金全部發給同學使用。高中畢業之後在漫畫家次原隆二和庭野真琴人的門下擔任助手累積經驗，獲得にわの「年紀輕輕就能以瘋狂執筆的畫風畫出這麼有趣的內容」的稱讚。1989年以筆名土方茂於《週刊少年Jump》連載搞笑漫畫《耍帥爺爺G》，正式出道。1991年連載《魔神冒险譚》（原作泉藤進）時改為現名。之後主要和漫畫原作者搭檔合作。
《棋魂》（1998 - 2003年。堀田由美原作）、《死亡筆記本》（2003 - 2006年。大場鶇原作）、《爆漫王。》（2008 - 2012年。大場鶇原作），三部超人氣作品皆獲得廣大熱烈迴響，被改編成電視動畫；此外《死亡筆記本》和《爆漫王。》分別在2006年和2015年10月被改編成真人電影，而《死亡筆記本》於2015年被改編成電視連續劇。
2005年曾獲邀請擔任電玩遊戲《義經紀》的人物設定。2006年《死亡筆記本》在改編成真人電影的同時，負責幫忙設計其插入歌的CD封面。2007年也負責過由集英社再版的太宰治小説《人間失格》（集英社文庫）等古典小說作品封面插圖，獲得史上異例的銷售紀錄。
2015年11月，第三度與大場鶇合作，在《Jump Square》上開始新連載《Platinum End》。
小畑健相當敬業，每期的週刊（包含發表插圖）平均能交稿20頁，並附加插圖，且最長24頁，《棋魂》和《爆漫王。》的曾經在第一話連彩頁更多達58頁。此外，《傀儡師左近》至《拉魯Ω古拉德》的所有連載作品的主角都以「少年+非人類」的設定為小畑健擔任作畫的特徵。《棋魂》之後外界大部分均以畫師作稱呼。
小畑健有多名出色的弟子，當中有《神劍闖江湖（又名浪客劍心）》的和月伸宏，以及《黑貓》、《出包王女》的矢吹健太朗等。

## 作品列表

### 連載作品
特殊記號說明在台灣正式授權發行中文版的出版社，「●」記號表示長鴻出版社，「○」記號表示東立出版社，「◎」記號表示青文出版社。
- [●] 耍帥爺爺G（日语：CYBORGじいちゃんG）｜超能機動爺爺G（CYBORGじいちゃんG，週刊少年Jump・1989年22號 - 1989年52號） - 全4册．復刻版全2册．文庫版全2册
連載當時以土方茂名義，2001年發行的21世紀版(復刻版)改為現名；短篇並未收錄在復刻版中。
  - 耍帥爺爺G（短篇，週刊少年Jump的增刊號・1987年Autumn刊載）
  - 耍帥爺爺G（短篇，週刊少年Jum・1988年刊載）
  - 長射-LongShoot（短篇，週刊少年Jump增刊・1988年Summer刊載）

- [●] 魔神冒險譚｜阿拉伯大魔神戰記（魔神冒険譚(アラビアン)ランプ・ランプ，週刊少年Jump・1991年52號 - 1992年25號。原作：泉藤進） - 全3册
  - （短篇，週刊少年Jump・1990年刊載）

- [○] 相撲小巨人（日语：力人伝説 -鬼を継ぐもの-）（週刊少年Jump・1992年52號 - 1993年23號。原作：宮崎勝，企劃協力：光商會） - 全3册
  - 夢幻導士 -DREAM MASTER-（短篇，週刊少年Jump・1993年刊載）
  - 500光年の神話（短篇，週刊少年Jump增刊・1986年Spring刊載）

- [○] 傀儡師左近（人形草紙あやつり左近，週刊少年Jump・1995年23號 - 1996年01號。原作：寫樂麿） - 全4册．文庫版全3册
  - 傀儡師左近（短篇，週刊少年Jump增刊・1994年Spring刊載。原作：寫樂麿）
  - 傀儡師左近（短篇，週刊少年Jump・1996年刊載。原作：寫樂麿）

- [○] 棋魂｜棋靈王[7]（週刊少年Jump・1999年02/03號 - 2003年22/23號。原作：堀田由美，監修：梅澤由香里） - 全23册．文庫版全12册．完全版全20册

- [○] 死亡筆記本（DEATH NOTE，週刊少年Jump・2004年01號 - 2006年24號。原作：大場鶇） - 全12册．文庫版全7册．完全收錄版全1册
  - 死亡筆記本（短篇，週刊少年Jump・2003年刊載。原作：大場鶇）
  - 死亡筆記本 特別篇（短篇，週刊少年Jump・2008年刊載。原作：大場鶇）
  - 死亡筆記本 特別短篇（短篇，Jump Square・2020年刊載。原作：大場鶇）
- [○] 拉魯Ω古拉德（BLUE DRAGON ラルΩグラド，週刊少年Jump・2007年01號 - 2007年32號。原作：鷹野常雄） - 全4册

- [○] BAKUMAN。爆漫王。（バクマン。，週刊少年Jump・2008年37/38號 - 2012年21/22號。原作：大場鶇） - 全20册

- [◎] All You Need Is Kill（週刊Young Jump・2014年06/07號 - 2014年26號。原作：櫻坂洋，角色原案：安倍吉俊，構成：竹内良輔（日语：竹内良輔）） - 全2册

- [○] 學糾法庭（週刊少年Jump・2015年01號 - 2015年24號。原作：榎伸晃） - 全3册

- [○] 白金終局｜Platinum End ～明日的天使～（プラチナエンド，Jump Square・2015年12月號[5] - 2021年2月号。原作：大場鶇） - 全14册

- [○] （ショーハショーテン！，Jump Square・2021年11月號 - 連載中。原作：淺倉秋成）[8]

### 短篇作品
- （短篇，週刊少年Jump・1996年2號刊載）
- Lust For Life（2002年 Mook「Adidas MANGA FEVER」。「田島昭宇（日语：田島昭宇）×淺田弘幸×小畑健」名義）
- 初雪體驗（はじめ，週刊少年Jump・2003年刊載，分上下回。原作：乙一）
- 鼻毛真拳153話（ボボボーボ・ボーボボ 153話，2004年 週刊少年Jump特別企劃「Jump In Jump」刊載。原作：澤井啟夫）
- HELLO BABY（創刊紀念特別短篇，Jump Square・2007年刊載。森田真法）
- （2008年刊載）
- L FILE No．15（2008年刊載。原作：大場鶇）
- 幻影噬尾蛇！（週刊少年Jump・2008年刊載。原作：西尾維新）
- RKD－EK9（Jump Square・2014年刊載。原作：西尾維新）
後來收錄在・2015年4月3日發行 - 全1册[9]

### 封面、插圖
- F先生的口袋（F先生のポケット，輕小說雜誌「浮士德」・vol.2刊載。作者：乙一）
- 狂科学ハンターREI系列（日语：狂科学ハンターREIシリーズ）（作者：中里融司）
- 小說 傀儡師左近（作者：山田隆司）
- 系列（作者：鳴海丈）
- 小說 棋魂（作者：橫手美智子）
  - 棋魂 Boy Meets Ghost
  - 棋魂 KAIO vs. Haze
- 系列（作者：松原真琴）
- （「九龍」Vol.6刊載。作者：瀧本龍彥）
- 窗邊吹來的風（窓に吹く風，輕小說雜誌「浮士德」・vol.6刊載。作者：乙一）
- 小說 義經紀（日语：義経紀）
- 小說 死亡筆記本
  - 死亡筆記本ANOTHER NOTE 洛杉磯BB連續殺人事件（作者：西尾維新）
  - L：最終的23日（作者：M）
- （作者：菊地秀行）
- （作者：淺野敦子、西尾維新、原田真人等）
- 薔薇十字偵探（作者：京極夏彥）
- 姑獲鳥之夏（作者：京極夏彥，講談社文庫2009年分冊文庫版）
- 新太陽之書（英语：The Book of the New Sun）（吉恩·沃爾夫著，岡部宏之譯，早川文庫（日语：ハヤカワ文庫））
- 青色文學系列（集英社文庫）
  - 人間失格（作者：太宰治，集英社文庫2007年度版）
  - 地獄變（作者：芥川龍之介，集英社文庫2008年度版）
  - 心（作者：夏目漱石，集英社文庫2008年度版）
- 角川漫畫學習系列 日本的歷史 - 第5冊：急赴鎌倉－（KODOKAWA）[10]

### 遊戲角色設計
- 「遊戲 棋魂系列」（科樂美數位娛樂 GBA、PlayStation、任天堂GameCube）
- 「義經紀（日语：義経紀）」（2005年 帕布雷斯特 PlayStation 2）
- 「遊戲 死亡筆記本系列」（2007年-2008年 科樂美數位娛樂 任天堂DS）
- 「惡魔城 審判」（2009年 科樂美數位娛樂 Wii）

### 其他
- 「多重人格偵探Psycho 特別編集版」Guest插圖（モーニング・コング名義。原作：大塚英志、田島昭宇（日语：田島昭宇））
- 「新世紀福音戰士 EVA同人選集」Guest插圖（2004年刊載。原作：GAINAX、貞本義行）
- 「KAWADE夢ムック 文藝別冊 菊地秀行」封面
- 「KAWADE夢ムック 文藝別冊 庵野秀明」
- 「KERORO軍曹 11.5卷 KERORO軍曹公式指南」感謝作品（2005年刊載。原作：吉崎觀音）
- 電影 死亡筆記本 唱片封套插圖
  - 「仲夏夜之夢 DEATH NOTE SPECIAL EDITION（日语：真夏の夜のユメ）」（菅止戈男・電影《死亡筆記本》插入歌）
  - 「DEATH NOTE TRIBUTE（日语：DEATH NOTE TRIBUTE）」（『死亡筆記本』相關作品總集紀念專輯）
  - 「The songs for DEATH NOTE the movie 〜the Last name TRIBUTE〜（日语：The songs for DEATH NOTE the movie 〜the Last name TRIBUTE〜）」（電影《死亡筆記本：決勝時刻》紀念專輯）
- 「烏龍派出所 連載30週年特別企劃『超こち亀（日语：超こち亀）』」單頁漫畫（2006年刊載。原作：秋本治）
- 「畫集 藤田和日郎魂」訊息寄稿（2009年 小學館。作者：藤田和日郎）
- 動畫 爆漫王。 劇中漫畫作畫
  - 「爆漫王。」（2010年 - 2011年，NHK）
  - 「爆漫王。2」（2011年 - 2012年，NHK）
  - 「爆漫王。3」（2012年，NHK）
- 「JoJo」連載25週年紀念 特別寄稿（2012年）
- CD「新寶島」單曲封套插圖（魚韻樂團・電影《爆漫王。》主題曲）[11]

### 畫冊
- 彩－棋魂畫集（2002年4月發行）
- blanc et noir（2006年5月31日發行）
- 電影「爆漫王。」 小畑健（2015年10月2日發行）

## 其它
喜歡的動畫是《妖獸都市》，電影則是《大法師》。2006年，曾因攜帶瑞士刀違反銃刀法而被逮捕。
小畑健亦有以化名的方式發表作品。
包括和好友浅田弘幸以及田島昭宇，在2000年出版的初次以新人團體「水瓶3」名義繪製彩圖。同時三人在此團體中又各有化名，小畑為，浅田為，田島為。

## 個展
預計2019年從7月13日至8月12日為止，在3331 Arts千代田藝術館舉辦畫展「小畑健展」作為小畑健畫業投入30週年的紀念，同時是他的第一次個展。至於本展預定展示的原畫是，嚴選從他1989年出道至今畫出超過1500張的圖檔。此展需有入場劵才能入館參觀。主辦單位是集英社與朝日新聞社。

## 助手
和月伸宏
起初和月把小畑視為勁敵，不過在讀過小畑的《耍帥爺爺G》之後把小畑放在心中當作師父一般尊敬，並在小畑連載《魔神冒險譚》與《相撲小巨人》兩部作品期間擔任他的助手。和月曾說過最喜歡的作家就是小畑，創作也受到「小畑健老師的許多作品」所影響。
代表作為《神劍闖江湖》等。
矢吹健太朗
於《棋魂》擔任助手（大約到第7局為止）。
村田雄介。
西義之
矢口岳
一志
安藤英

## 外部連結
- 小畑健畫冊 （页面存档备份，存于） （日語）
- 『小畑健展 NEVER COMPLETE』Website （页面存档备份，存于） （日語）
- 小畑健展 NEVER COMPLETE的X（前Twitter） （日語）